# فصل‌ها (آلبوم)
فصل ها (به انگلیسی: Seasons) چهارمین آلبوم رسمی گروه هوی متال سونداست می‌باشد که در تاریخ ۷ اکتبر ۲۰۰۳ منتشر شد. این آلبوم به "دیو ویلیامز" ( خواننده دراونینگ پول که در اثر حمله قلبی درگذشت) و "رجینالد ویترسپون" (برادر لجون ویترسپون که در تیراندازی باند قاچاقچی‌ها کشته شد) تقدیم شد. و همچنین این آخرین آلبومی بود که گیتاریست کلینت لووری در آن حضور داشت.

## فهرست آهنگ‌ها
۱- مرض
۲- دشمن
۳- فصل ها
۴- از پای درامده
۵- مجزا
۶- صداقت
۷- سر آهنگ
۸- رسوایی
۹- از کار افتاده
۱۰- خفقان
۱۱- رفته
۱۲- رودرو
۲- Enemy
۳- Seasons
۴- Broken Down
۵- Separate
۶- Honesty
۷- Skeleton Song
۸- Disgrace
۹- Burned Out
۱۰- Suffocate
۱۱- Gone
۱۲- Face to Face

## پدید آورندگان
- لجون ویترسپون : آواز
- جان کانولی : ریتم گیتار
- کلینت لووری : لید گیتار
- وینس هورنزبی : بیس گیتار
- مورگان روس : درامز